# Препаскова коралова скарида
Препасковите коралови скариди (Stenopus hispidus) са вид висши ракообразни от семейство Stenopodidae.
Таксонът е описан за пръв път от Гийом-Антоан Оливие през 1811 година.